# Briloner Straße 102

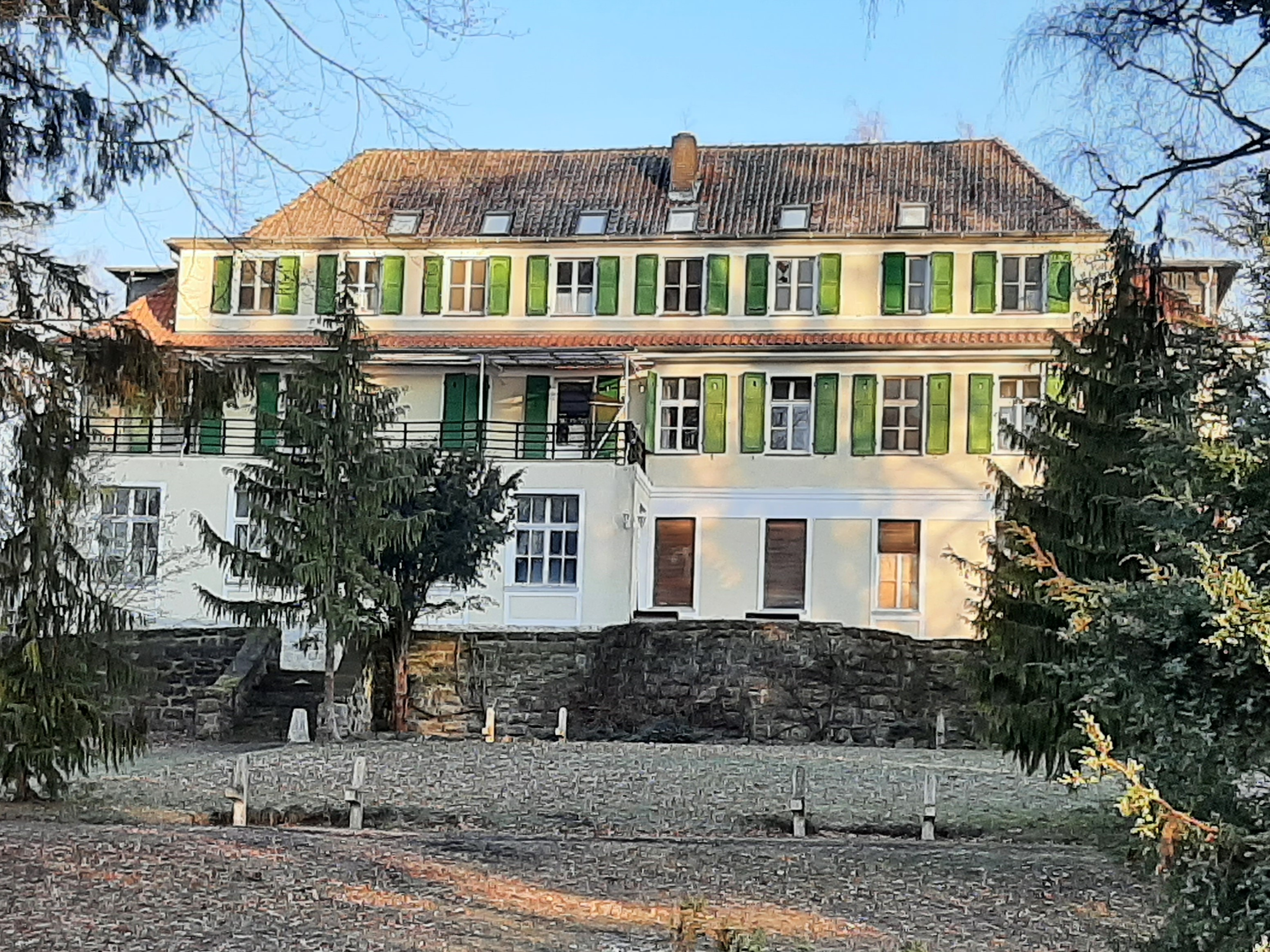
Villa von Südosten (2021)

Die Villa Briloner Straße 102 in Warburg-Scherfede wurde 1922 als großbürgerliches Wohnhaus erbaut und soll in die Liste der Baudenkmäler in Warburg eingetragen werden.

## Geschichte
Bauherr der Villa war der Unternehmer Albert Roßkam (1872–1930). Er hatte von seinem Vater Elias Roßkam (1834–1899) die 1863 gegründete Wollfabrik Böhlen & Roßkam geerbt, die Kunstwolle aus Abfallprodukten herstellte und um 1900 mit etwa 250 Beschäftigten größter Arbeitgeber der Region war. Nach dem Ersten Weltkrieg beauftragte er den Berliner Architekten Fritz Fabian (1877–1967) mit der Planung. Es entstand eine geräumige zweigeschossige Villa mit Walmdach im Stil der Reformarchitektur. Die Fassaden sind schlicht gehalten, einziges Gliederungselement ist ein Stockwerksgesims. Die gleichmäßig gereihten Fenster werden durch Kämpfer und Sprossen gegliedert und besitzen im Obergeschoss und im Dachgeschoss Fensterläden. Im Süden wurde der Villa eine große Terrasse vorgelagert, von der man aus in den großen, parkartigen Garten gelangt.
1930 starb Albert Roßkam. Sein Unternehmen wurde anschließend liquidiert, die Villa beherbergte nun Kur- und Therapieeinrichtungen. Nach dem Zweiten Weltkrieg wurden diese als Kuranstalt Dr. Siepmann geführt, und es erfolgte hierzu 1954 eine stilistisch angepasste Erweiterung um zwei Fensterachsen. Die Innenausstattung von 1922 blieb in weiten Teilen erhalten, so dass die Villa heute als ein wichtiges Zeugnis des Wohnens und Wirtschaftens im gehobenen Bürgertum der Region in jener Zeit gilt.